# Deutscher Kurzwellensender Atlantik
Le Deutscher Kurzwellensender Atlantik ou Atlantiksender est une station de radio britannique de propagande noire, utilisée par le War Office pendant la Seconde Guerre mondiale pour saper le moral des marins des bâtiments de guerre de la Kriegsmarine.

## Activité
Elle émet en ondes courtes de février 1943 à mai 1945. Il s'agit de la première tentative de grande ampleur de miner le moral de la population allemande à l'aide d'un programme largement diffusé. Le programme vise particulièrement les marins embarqués à bord des U-Boote allemands qui attaquent les convois pendant la bataille de l'Atlantique.
Comme le Soldatensender Calais, elle est surpervisée par Sefton Delmer et retransmise à l'aide de l'émetteur Aspidistra situé dans le Sussex près de Crowborough.

## Histoire
À l'origine de la station, il y a l'inquiétude du Premier ministre britannique Winston Churchill au sujet d'un éventuel blocus de l'Angleterre par des sous-marins allemands. La Direction de la guerre politique se tourne alors vers le journaliste Sefton Delmer, qui a déjà de l'expérience en matière de « propagande noire » avec le développement de la station pour soldats de Calais sur ondes moyennes. Delmer est chargé de mettre en place une deuxième station, dont le nom, Deutscher Kurzwellensender Atlantik, imite celui du Deutscher Kurzwellensender (de), un programme radio nazi destiné aux Allemands à l'étranger. Les studios, très modernes pour les standards de l'époque, sont installés à Milton Bryan, les émissions sont lues par des Allemands réfugiés qui ont fui l'Allemagne nazie.

Les émissions utilisent les bandes des 30, 38 et 49 mètres, et commencent par la phrase rituelle : 

« Deutscher Kurzwellensender Atlantik. Dans toutes nos émissions, nous vous donnons des nouvelles du front, des nouvelles du pays et du monde entier, avec toujours de la musique en vogue. Commençons ! »

La station utilise pour la première une technique de « chevauchement des ondes » en diffusant des programmes allemands authentiques sur ses propres ondes. Ainsi, des programmes entiers de la radio nazie Großdeutscher Rundfunk sont repris afin de donner aux auditeurs un sentiment d'authenticité.
Le New York Times du 12 mai 1945 précise : « Les réfugiés allemands [...] parlaient couramment toutes sortes de dialectes urbains et ruraux et maîtrisaient le langage courant. Une autre radio sur ondes moyennes s'appelait Soldatensender West. Il y avait aussi deux autres stations, mais Atlantik devint la plus célèbre. Atlantik a informé les civils et les soldats des revers militaires et des problèmes apparus dans la hiérarchie nazie ».

## Source
- (de) Timo Wittner, „Soldatensender Calais“ und „Nachrichten für die Truppe“ als vorgetäuschte Wehrmachtsorgane, GRIN, Munich, 2008,  (ISBN 978-3-640-17826-1), p. 5 et suiv.